# 夜之幽灵
《夜之幽灵》（法語：Gaspard de la nuit）是法国钢琴家拉威尔的组曲，在1908年创作。此曲有三个乐章，分别为水妖（Ondine)，绞刑架（Le Gibet）和幻影（Scarbo）。其中幻影乐章被誉为拉威尔作品中最难的曲目，拉威尔更表示创作此作品是要超越巴拉基列夫的伊斯拉美难度。